# Мајлан (Илиноис)
Мајлан (енгл. Milan) град је у америчкој савезној држави Илиноис.

## Демографија
По попису из 2010. године број становника је 5.099, што је 249 (-4,7%) становника мање него 2000. године.
| Група             | 2000.         | 2010.         |
| Белци             | 4.866 (91,0%) | 4.421 (86,7%) |
| Афроамериканци    | 231 (4,3%)    | 257 (5,0%)    |
| Азијати           | 24 (0,4%)     | 40 (0,8%)     |
| Хиспаноамериканци | 156 (2,9%)    | 232 (4,5%)    |
| Укупно            | 5.348         | 5.099         |